# توني ميسانتي
توني ميسانتي (بالإنجليزية: Tony Musante)‏ هو ممثل أمريكي، ولد في 30 يونيو 1936 في الولايات المتحدة، وتوفي في 26 نوفمبر 2013 بمانهاتن في الولايات المتحدة.

## أعمال

### أفلام
- (2007) نحن نملك الليل[4]

## وصلات خارجية
- توني ميسانتي على موقع IMDb (الإنجليزية)
- توني ميسانتي على موقع ألو سيني (الفرنسية)
- توني ميسانتي على موقع أول موفي (الإنجليزية)
- توني ميسانتي على موقع قاعدة بيانات برودواي على الإنترنت (الإنجليزية)
- توني ميسانتي على موقع قاعدة بيانات الأفلام السويدية (السويدية)
- توني ميسانتي على موقع إن إن دي بي (الإنجليزية)
- توني ميسانتي على موقع قاعدة بيانات الفيلم (الإنجليزية)
- توني ميسانتي على موقع كينوبويسك (الروسية)